# Andriivka, Cernihiv
Andriivka (în ucraineană Андріївка) este o comună în raionul Cernihiv, regiunea Cernihiv, Ucraina, formată numai din satul de reședință.

## Demografie
Componența lingvistică a comunei Andriivka
     Ucraineană (96,25%)
     Rusă (3,19%)
     Alte limbi (0,34%)
Conform recensământului din 2001, majoritatea populației comunei Andriivka era vorbitoare de ucraineană (96,25%), existând în minoritate și vorbitori de rusă (3,19%).